# Agudos do Sul
Agudos do Sul est une ville brésilienne de l'État du Paraná.

## Maires

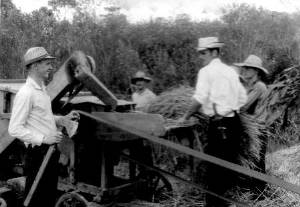
Ouvriers dans les années 1960

| Période | Période | Identité                 | Étiquette | Qualité |
| ------- | ------- | ------------------------ | --------- | ------- |
| 2009    | 2012    | Antonio Gonçalves da Luz | PP        |         |